# Chlorissa dorsicristata
Chlorissa dorsicristata là một loài bướm đêm trong họ Geometridae.